# 石郷岡純
石郷岡 純（いしごうおか じゅん、1951年 - ）は、日本の医学者、精神科医。専門は精神薬理学。東京女子医科大学医学部教授。医学博士（北里大学・1980年）。

## 来歴
- 1951年 - 千葉県生まれ
- 1976年 - 北里大学医学部卒業
- 1980年 - 北里大学大学院医学研究科修了。医学博士[2]
- 1983年 - 北里大学医学部精神科講師
- 1986年 - 北里大学東病院精神神経疾患治療センター主任
- 1999年 - 北里大学東病院臨床治験管理センター長
- 2000年 - 常盤病院副院長
- 2004年5月 - 北里大学医学部精神科助教授
- 2004年6月 - 東京女子医科大学医学部精神医学講座主任教授[1]
- 2012年 - 医療法人石郷岡病院理事長[3]

## 学会
- 日本精神神経学会評議員
- 日本神経精神薬理学会評議員
- 日本睡眠学会評議員
- 日本総合病院精神医学会評議員
- 日本臨床精神神経薬理学会理事[4]

## 著書
- 『改訂版 精神疾患100の仮説』星和書店、2004年10月。ISBN 9784791105557。

## 関連人物
- 上島国利
- 石郷岡文吉